# Navy & Marine Corps Commendation Medal

Navy & Marine Corps Commendation Medal

Navy & Marine Corps Commendation Medal (deutsch Marine- & Marinekorps-Anerkennungsmedaille) ist eine Medaille der Streitkräfte der Vereinigten Staaten, die für nachhaltige militärische Verdienste im direkten Kontakt mit dem Gegner vergeben wird und der Bronze Star nicht zur Anwendung kommen kann.
Alle Teilstreitkräfte haben ihre eigene Commendation Medal, die Navy & Marine Corps Commendation Medal ist für den militärischen Dienst der United States Navy und United States Marine Corps vorgesehen.
Erstmals wurden die Commendation Medals von der United States Navy und der United States Coast Guard 1943 als Service Ribbon vergeben, erst ab 1960 als vollwertige Medaillen.
Mehrfachauszeichnungen werden bei der Navy & Marine Corps Commendation Medal mit goldenem oder silbernem Service Star dargestellt.
In der Order of Precedence rangieren die Commendation Medals unter der Aerial Achievement Medal und über den Achievement Medals.